# Rudolf Badjura
Rudolf Badjura, prvi slovenski učitelj smučanja, organizator planinstva in potopisec, * 17. april 1881, Litija, † 15. september 1963, Ljubljana.

## Življenje in delo
Končal je gimnazijo v Ljubljani in se vpisal na Trgovsko akademijo v Pragi. Badjura je pisec prvih slovenskih turističnih in planinskih vodnikov, med drugim: Na Triglav (1913), Vodić kroz jugoslovenske Alpe (Vodnik po jugoslovanskih Alpah, 1922), Pohorje (1924), Kozjakovo pogorje (1927), Zasavje (1928), Sto izletov po Dolenjskem, Gorenjskem in Notranjskem (1930), Izleti po Karavankah (1932) Zimski vodnik po Sloveniji (1934). Bil je član društva Dren. Napisal je prvo slovensko smučarsko knjigo Smučar (1924) in Smučarsko terminologijo (1921). Zbral je veliko krajevnih imen in jih obdelal v Ljudski geografiji (1953) ter o tem napisal še vrsto razprav. Nadaljevanje tega dela je bilo Krajepisno gradivo, ki pa je ostalo v rokopisu. V okviru Geografskega društva je vodil korekture imenoslovja na topografskih zemljevidih za Slovenijo.